# Regatista Mundial del Año de la ISAF
Regatista Mundial del Año de la ISAF (ISAF World Sailor of the Year en idioma inglés) es un galardón que otorga anualmente la Federación Internacional de Vela (ISAF) desde 1994.
Desde 2001 Rolex patrocina este galardón.

## Palmarés
| Año  | Ganador(es) masculino           | Ganador(es) femenino           |
| ---- | ------------------------------- | ------------------------------ |
| 1994 | Peter Blake Robin Knox-Johnston | Theresa Zabell                 |
| 1995 | Russell Coutts                  | Isabelle Autissier             |
| 1996 | Jochen Schümann                 | Lee Lai Shan                   |
| 1997 | Pete Goss                       | Ruslana Taran Elena Pakholchik |
| 1998 | Ben Ainslie                     | Carolijn Brouwer               |
| 1999 | Mateusz Kusznierewicz           | Margriet Matthijsse            |
| 2000 | Mark Reynolds Magnus Liljedahl  | Shirley Robertson              |
| 2001 | Robert Scheidt                  | Ellen MacArthur                |
| 2002 | Ben Ainslie                     | Sofia Bekatorou Emilia Tsoulfa |
| 2003 | Russell Coutts                  | Siren Sundby                   |
| 2004 | Robert Scheidt                  | Sofia Bekatorou Emilia Tsoulfa |
| 2005 | Fernando Echávarri Antón Paz    | Ellen MacArthur                |
| 2006 | Mike Sanderson                  | Paige Railey                   |
| 2007 | Ed Baird                        | Claire Leroy                   |
| 2008 | Ben Ainslie                     | Alessandra Sensini             |
| 2009 | Torben Grael                    | Anna Tunnicliffe               |
| 2010 | Tom Slingsby                    | Blanca Manchón                 |
| 2011 | Iker Martínez Xabier Fernández  | Anna Tunnicliffe               |
| 2012 | Ben Ainslie                     | Xu Lijia                       |
| 2013 | Mathew Belcher                  | Jo Aleh Polly Powrie           |
| 2014 | James Spithill                  | Martine Grael Kahena Kunze     |
| 2015 | Peter Burling Blair Tuke        | Sarah Ayton                    |
| 2016 | Santiago Lange                  | Hannah Mills Saskia Clark      |
| 2017 | Peter Burling                   | Marit Bouwmeester              |
| 2018 | Pavlos Kontides                 | Carolijn Brouwer Marie Riou    |
| 2019 | Marco Gradoni                   | Anne-Marie Rindom              |
| 2020 | no se entregó                   | no se entregó                  |
| 2021 | Tom Slingsby                    | Hannah Mills Eilidh McIntyre   |
| 2022 | Ruggero Tita                    | Caterina Banti                 |
| 2023 | Tom Slingsby                    | Kirsten Neuschäfe              |
| 2024 | Diego Botin Florian Trittel     | Marit Bouwmeester              |